# Transatlantic mysteriet
Transatlantic mysteriet (originaltitel Transatlantic) er en amerikansk Komediefilm fra 1931 instrueret af William K. Howard. Manuskriptet blev skrevet af Guy Bolton og Lynn Starling. Filmen har Edmund Lowe i hovedrollen.
Scenografen Gordon Wiles vandt en Oscar for bedste scenografi ved Oscaruddelingen 1932 for sit arbejde med filmen.